# Убийство Нго Динь Зьема
2 ноября 1963 года президент Республики Вьетнам Нго Динь Зьем был арестован и убит в ходе государственного переворота проведённого генералом Зыонг Ван Минем при поддержке ЦРУ. Переворот стал кульминацией девятилетнего правления Нго Динь Зьема, характеризующегося автократией, кумовством, семейным правлением. Недовольство режимом Зьема подспудно росло и выплеснулось наружу после расстрела правительственными силами демонстрантов, нарушивших запрет на вывешивание буддийского флага, произошли массовые протесты буддистов против давней религиозной дискриминации .
Части республиканской армии (ARVN) предприняли кровавую ночную осаду президентского дворца Джа-Лонг в Сайгоне. Когда повстанцы ворвались в дворец президент и его советник, младший брат Нго Динь Ню уже успели сбежать и найти убежище в верном президенту китайском квартале Тёлон. Братья поддерживали прямую связь из убежища с дворцом и сумели сбить с толку повстанцев, считавших, что они всё ещё во дворце. Вскоре братья согласились сдаться в обмен на обещание безопасного изгнания. Однако после ареста на обратном пути к военному штабу близ базы ВВС Тан Сон Нхут их в кузове бронетранспотртёра убили армейские офицеры. Формального расследования не было проведено и ответственность за смерть братьев обычно возлагается на телохранителя Миня, капитана Нгуен Ван Нхунга и майора Дунг Хиу Нгиа, охранявших братьев во время поездки. Сослуживцы генерала Миня и американские чиновники в Сайгоне согласились, что приказ об убийстве отдал Минь. Они выдвигали различные мотивы, например, что братья поставили Миня в неловкое положение, сбежав из дворца Джа Лонг, и что братьев убили, чтобы предотвратить их возвращение в политику. Первоначально генералы пытались скрыть убийство, выссказав предположение, что братья покончили жизнь самоубийством, но это было опровергнуто, когда в СМИ появились фотографии трупов братьев.

## Предыстория
Зьем начал политическую карьеру в 1954 году, когда глава государства Вьетнам император Бао Дай назначил его премьер-министром. К этому времени Вьетнам, после разгрома сил Французского союза под Дьенбьенфу, был временно разделён на две части согласно решению Женевской конференции 1954 года. В 1956 году предполагалось провести выборы и создать правительство объединённой нации. Тем временем, Зьем и Бао Дай вступили в борьбу за власть. Император не любил Зьема, но выбрал его в надежде, что он сможет привлечь помощь США. Проблема обострилась, когда Зьем назначил на октябрь 1955 года референдум о том, должен ли Южный Вьетнам стать республикой. Зьем сфальсифицировал референдум, одержал победу и провозгласил себя президентом новосозданной республики Вьетнам.
Зьем отказался проводить выборы по воссоединению на том основании, что Государство Вьетнам не подписывало Женевские соглашения. Он приступил к укреплению своего деспотического и кумовского правления над страной. Конституция дала Зьему право выпускать декреты, имеющие силу закона и произвольно наделять себя чрезвычайными полномочиями. Диссидентов, коммунистов и националистов, тысячами бросали в тюрьмы и казнили. Выборы регулярно фальсифицировались. Кандидатам от оппозиции угрожали обвинением в сговоре с Вьетконгом, каравшемся смертной казнью. Во многих районах большое число солдат ARVN было отправлено для заполнения урн для голосования.
Зьем твёрдо удерживал контроль над нацией с помощью своих братьев и их родственников. Продвижение по службе в АРВН производилось на основе религиозной принадлежности и лояльности, а не заслуг. Были предприняты две безуспешные попытки свергнуть Зьема. В 1960 году было подавлено восстание парашютистов. Зьем оказался в ловушке в своём дворце, но ему удалось выиграть время обещаниями переговоров и уступок, пока в столицу не прибыли две дивизии АРВН, подавившие мятеж. В 1962 году два пилота ВВС Республики Вьетнам сбросили бомбы на президентский дворец, но Зьем не пострадал при взрывах. Буддийское большинство населения Южного Вьетнама было давно недовольно сильным фаворитизмом Зьема по отношению к католикам. Государственные служащие и армейские офицеры долгое время продвигались по службе на основе религиозной принадлежности. Государственные контракты, экономическая помощь США, льготы для ведения бизнеса и налоговые льготы распределялись преимущественно среди католиков. Католическая церковь была крупнейшим землевладельцем в стране, и её владения были освобождены от земельной реформы. В сельской местности католики де-факто освобождались от трудовой повинности. Летом 1963 года недовольство Зьемом и Ню переросло в массовые протесты. В праздник Весак (день рождения Будды) девять буддистов погибли от рук армии и полиции.
В мае 1963 г. выборочно применялся закон, запрещающий вывешивание религиозных флагов; было запрещено вывешивать буддийский флаг в Весак, а флаг Ватикана был вывешен в ознаменование годовщины хиротонии архиепископа Пьера Мартина Нго Динь Тхок, старшего брата Зьема. Буддисты нарушили запрет, но их протест прекратился, после того как правительственные войска открыли огонь. Поскольку Зьем оставался непримиримым перед лицом растущих требований буддистов о равенстве религий, различные слои общества стали призывать к его отстранению от власти. Ключевой поворотный момент наступил вскоре после полуночи 21 августа, когда спецназ, подконтрольный Ню устроил налёты на буддийские пагоды по всей стране и устроил там бесчинства, тысячи монахов были арестованы, число погибших исчислялось сотнями. Армия и раньше изучала многочисленные планы государственного переворота, но заговорщики с возросшей уверенностью активизировали свою деятельность после того, как администрация президента США Джона Ф. Кеннеди уполномочила посольство США изучить возможность смены власти.

## Переворот
1 ноября в 13:30 генералы Дунг Ван Минь (военный советник президента) и Чан Ван Дон (начальник штаба армии) возглавили переворот против Зьема. Повстанцы тщательно разработали планы по нейтрализации верных режиму офицеров, чтобы помешать им спасти Зьема. Президент не знал, что считавшийся верным генерал Динь, командовавший III корпусом АРВН, окружившим район Сайгона, вступил в союз с заговорщиками. Вторым из наиболее доверенных лояльных генералов Зьема был Хюнь Ван Као, командовавший IV корпусом в дельте Меконга. Зьем и Ню знали о плане переворота. Ню в ответ спланировал контрпереворот, который он назвал операцией «Браво». В этом плане отводилась роль Диню и полковнику Тунгу, командиру спецназа. Они должны были поднять липовое восстание, после чего их силы должны были подавить «мятеж», чтобы подтвердить власть семьи Нго. Не зная, что Динь замышляет против него заговор, Ню позволил Диню организовать войска по своему усмотрению, а Динь передал 7-ю дивизию, расположенную в Му Тхо, из IV корпуса Као в свой III корпус. Это позволило полковнику Нгуен Хоу Ко, заместителю Диня, принять командование над 7-й дивизией. Эта переброска позволила повстанцам полностью окружить столицу и лишила Као возможности пойти на Сайгон и защитить Зьема, как он сделал во время предыдущей попытки государственного переворота в 1960 году. Под предлогом обсуждения рутинных дел Минь и Дон пригласили старших офицеров , размещавшихся в Сайгоне на встречу в штаб-квартире объединённого генерального штаба (JGS).
На совещании было объявлено, что переворот вступил в ход. Лишь немногие офицеры, включая Тунга, отказались присоединиться к заговору. Позже Тунг был вынужден под прицелом приказать своему спецназу сдаться. Переворот прошел гладко, поскольку повстанцы быстро захватили все ключевые объекты в Сайгоне и перекрыли дороги, чтобы предотвратить проникновение верных президенту сил в город. Для защиты дворца Джа Лонг осталась только президентская гвардия. Повстанцы атаковали здания правительства и армии, но отложили нападение на дворец, надеясь, что Зьем уйдёт в отставку и примет предложение о безопасном проходе и изгнании. Зьем отказался, пообещав, что восстановит власть. После захода солнца 5-я дивизия полковника Нгуен Ван Тиу, который позже стал президентом страны, пошла на штурм дворца Джа Лонг, и к рассвету он пал.
Ранним утром 2 ноября Зьем согласился сдаться. Офицеры-мятежники из АРВН намеревались изгнать Зьема и Ню, пообещав братьям безопасный выезд из страны. В 06:00, незадолго до рассвета, офицеры провели собрание в штаб-квартире Верховного командования (JGS), чтобы обсудить судьбу братьев Нго. По словам Люсьена Конейна, офицера армии США и ЦРУ, который был офицером связи у заговорщиков, большинство офицеров, включая Миня, хотели «почётного отстранения Зьема от должности» с последующим изгнанием. Не все старшие офицеры присутствовали на встрече, поскольку они уже ушли, чтобы организовать прибытие Зьема и Ню в штаб-квартиру JGS. Генерал Ле, бывший начальник полиции при Зьеме в середине 1950-х годов, активно выступал за казнь Зьема. Официального голосования на собрании не проводилось, и Ле получил поддержку только меньшинства. Сообщается, что один генерал сказал: «Чтобы уничтожить сорняки, вы должны вырвать их с корнем». Конейн сообщил, что генералы никогда не показывали, что планировали убийство, поскольку упорядоченная передача власти была первоочередным шагом для достижения их конечной цели - получения международного признания.
Мин и Дон попросили Конейна предоставить американский самолёт, чтобы вывезти братьев из страны. За два дня до переворота посол США в Южном Вьетнаме Генри Кэбот Лодж-младший предупредил Вашингтон, что заговорщики вероятно выдвинут такую просьбу и рекомендовал Сайгон в качестве пункта отправления. Эта просьба поставила администрацию Кеннеди в затруднительное положение, поскольку открытое предоставление самолёта публично связало бы США с переворотом. Когда Конейн позвонил Дэвиду Смиту, исполняющему обязанности начальника резидентуры ЦРУ в Сайгоне, произошла десятиминутная задержка. Правительство США не разрешило бы самолёту приземлиться ни в одной стране, если бы это государство не было готово предоставить убежище Зьему. США не хотели, чтобы Зьем и Ню сформировали правительство в изгнании, и хотели, чтобы они находились далеко от Вьетнама. Помощник госсекретаря Роджер Хилсман написал в августе, что «ни при каких обстоятельствах нельзя было позволить Ню остаться в Юго-Восточной Азии в непосредственной близости от Вьетнама из-за заговоров, которые они устроят для восстановления власти. Если генералы решат изгнать Зьема, его также следует отправить за пределы Юго-Восточной Азии». Далее он предвидел то, что он назвал «Гибелью богов» во дворце.
Мы должны вдохновить группу переворота сражаться до конца и разрушить дворец, если это необходимо для победы. Безоговорочная капитуляция должна быть условием для семьи Нго, поскольку в противном случае они будут стремиться перехитрить как заговорщиков, так и США. Если семью захватят живыми, братья Нго должны быть сосланы во Францию или любую другую страну, желающую их принять. Со Зьемом следует обращаться так, как того желают генералы.
После капитуляции Зьем в последний раз позвонил Лоджу по телефону. Лодж не сообщил о разговоре в Вашингтон, поэтому было широко распространено мнение, что в последний раз пара разговаривала накануне днём, когда переворот только начинался. Однако после смерти Лоджа в 1985 году его помощник полковник Майк Динь сказал, что Лодж и Зьем в последний раз разговаривали около 07:00 2 ноября, через несколько минут после того, как Зьем сдался. Когда Дим позвонил, Лодж «приостановил [его]», а затем вышел. По возвращении посол предложил Зьему и Ню убежище, но до следующего дня не организовал их перелёт на Филиппины, что вошло в противоречие с его предложением накануне о предоставлении убежища, когда он упрашивал Зьема не сопротивляться перевороту. Динь предложил сопровождать Лоджа в убежище братьев, чтобы генералы не убили его, но Лодж отказался, сказав: «Мы просто не можем в это вмешиваться». Динь сказал: «Я был действительно поражен». что мы не сделали для них больше». Отказавшись помочь братьям безопасно покинуть страну, Лодж сказал после того, как они были застрелены: «Что бы мы сделали с ними, если бы они были живы? Каждый полковник Блимп в мире использовал бы их».
Динь также утверждал, что Лодж не дал Зьему сообщить Конейну, где находятся братья Нго, чтобы генералы могли их схватить. Конейн отвергал версию Данна. Также выяснилось, что Конейн позвонил в посольство рано утром того же дня, чтобы узнать о запросе генералов на самолёт для перевозки Зьема и Ню из Сайгона. Один из сотрудников Лоджа сказал Конейну, что самолет должен будет лететь прямо в далёкую страну, предложившую убежище, чтобы братья не могли высадиться в ближайшей стране во время промежуточной остановки и остаться там, чтобы спровоцировать контрпереворот. Конейну сказали, что ближайший самолёт, способный совершить такой дальний перелёт, находится на Гуаме, и для принятия необходимых мер потребуется 24 часа. Минь был поражён и сказал Конейну, что генералы не могут удерживать Зьема всё это время. Конейн не подозревал об умышленной задержке со стороны американского посольства. Напротив, следственная комиссия Сената США в начале 1970-х высказала провокационную мысль: «Интересно, что стало с американским военным самолётом, который был отправлён во Вьетнам и ожидал бы вылет Лоджа, который должен был состояться накануне». Историк. Марк Мойяр подозревал, что Лодж мог доставить Зьема на базу ВВС Кларк на Филиппинах, которая находилась под американской юрисдикцией, прежде чем доставить его в конечный пункт назначения. Мойар предположил, что «когда Лодж накануне переворота предложил самолёт, он хотел побудить Зьема сдаться, а в то время, исход восстания был очень сомнительным. Теперь, когда переворот явно удался, Лоджу больше не нужно было делать такое предложение.»
В это время Минь покинул штаб Верховного командования и поехал ко дворцу Джа Лонг на седане со своим адъютантом и телохранителем капитаном Нгуеном Ван Нхунгом. В 8.00 Минь в полной парадной форме прибыл во дворец, чтобы наблюдать за арестом братьев Зьем. Минь также приказал отправить во дворец бронетранспортёр М113 и четыре джипа чтобы перевезти братьев в штаб Верховного командования для официальной их капитуляции. Когда Минь ехал во дворец генералы Дон Чан Тьен Кхьем и Ле Ван Ким готовили штаб армии для прибытия братьев и церемонии передачи власти хунте. Портреты Зьема были сняты, а его статуя закрыта. [В помещение штаба] был внесён большой стол, покрытый зеленым сукном, чтобы усадить за него Зьема, который должен был передать власть Миню и вице-президенту Нгуен Нгок Тхо, который должен был стать гражданским премьер-министром. Процедуру передачи власти собирались передать по национальному телевидению, чтобы за событиями могла наблюдать и международные СМИ. Зьем «попросил» у генералов, чтобы ему и брату была [дарована возможность уйти] в изгнание, и предоставлено убежище в чужой стране, что и предусматривалось. Затем братьев должны были разместить в безопасном месте в штабе Верховного командования в ожидании высылки.

## Побег братьев Зьем
Прибыв во дворец Минь обнаружил, что братьев там нет. Предвидя опасность государственного переворота, они заранее приказали проложить три отдельных туннеля, выходящие в отдалённые места за пределами дворца. К 20.00 в ночь переворота только президентская гвардия защищала их от восставшей пехоты и бронетанковых частей. Братья спешно набивали портфель американскими банкнотами. Они бежали через туннель с двумя своими сторонниками, адъютантом Зьема лейтенантом ВВС До То (который был племянником полковника До Мау, директора военной службы безопасности и участником заговора и Хуан Ви, главой организации «Юность республики», курируемой Ню.)
После переворота генерал Пол Харкинс из командования военной помощи Вьетнаму обследовал туннель и отметил: «…настолько далеко простирался, что я не хотел бы пройти этот путь пешком». Братья вылезли наружу заросшей лесом части парка близ городского клуба Cercle Sportif для зажиточных горожан. Там их подобрал ожидавший «лендровер». Американский историк Элен Хаммер сомневается насчёт побега через туннель, допуская что братья просто вышли из здания, которое в тот момент ещё не было обложено. Она допускает, что они прошли мимо теннисных кортов, вышли с территории дворца через небольшие ворота на улице Ле Тхань Тон и сели в машину.
Сторонники президента двигались по узким обходным улочкам, чтобы избежать блокпостов повстанцев, целью было пересеть на чёрный седан «Ситроен». По сообщениям после оставления дворца Ню убеждал Зьема разделиться, что повысило бы шансы уйти. Ню предлагал, чтобы один из братьев отправился в дельту Меконга, чтобы присоединиться к 5-му корпусу под командованием Као а другой брат должен был отправиться в Центральное нагорье и присоединиться к 2-му корпусу под командованием генерала Нгуена Каня. Но считал что мятежные генералы не осмелятся убить одного из братьев пока другой находится на свободе, опасаясь что уцелевший брат вернёт себе власть. Согласно одному из рассказов Зьем не согласился, ответив Ню: «Ты не можешь уйти один. Они слишком тебя ненавидят, он убьют тебя. Оставайся со мной и я защищу тебя». По другой истории Зьем сказал: «Мы всегда были вместе эти последние годы. Как могли мы разделиться в эти последние годы? Как можем мы разделиться в этот опасный час?» Ню согласился остаться с братом.
Братья добрались до дома Ма Туэня в китайском деловом квартале Тёлон. Ма Туэнь был китайским торговцем и другом братьев, по сообщениям он был главным связным Ню с китайскими синдикатами, контролировавшими торговлю опиумом. Братья попросили убежища в посольстве Китайской Республики, но получили отказ и остались в доме Ма Туэня, надеясь связаться с верными режиму командирами ARVN и попытаться договориться с лидерами переворота. Тайные агенты Ню провели из дома прямую телефонную линию во дворец, поэтому мятежные генералы полагали, что братья всё ещё находятся в осаде во дворце. Ни мятежники ни президентская гвардия даже не подозревали, что в 21.00 были готовы сражаться за пустое здание. Минь окаменел, когда узнал, что братья бежали из дворца ночью.
Минь приказал своим сторонникам обыскать места, которые посещала семья Нго. Пленный офицер президентской гвардии сообщил полковнику Фам Нгок Тао что братья бежали по тоннелям и нашли убежище в квартале Тёлон. Тао получил от своего командира Кьема приказ найти Зьема и не дать его убить. Тао прибыл в дом Ма Туэня и связался по телефону со своим начальством. Братья услышали его разговор. То отвёз их в близлежащий костел Святого Франциска Ксавье, который они посещали в течение нескольких лет. Лейтенант То погиб спустя несколько месяцев в авиакатастрофе но его дневник был найден только в 1970 году. То вспомнил слова, произнесённые Зьемом, когда они покинули дом Ма Туэня: «Не знаю, выживу я или погибну, но скажи Нгуен Хану, что я очень привязан к нему, и он должен отомстить за меня». Вскоре после утренней мессы в честь дня всех святых и после того как собравшиеся верующие разошлись братья Нго в серых костюмах прошли через затенённый дворик и зашли в церковь. Возможно, их в этот момент заметил информатор. Внутри церкви братья помолились и приняли причастие.
Через несколько минут сразу после 10.00 к зданию церкви подъехали два джипа и бронетранспортёр. Лейтенант То, ранее убеждавший Зьема сдаться сказал, что был уверен, что его дядя До Мау вместе с Динем и Кхьемом гарантирует их безопасность, позднее написал в своем дневнике: «Я считаю себя ответственным за то, что привел их к смерти".
В конвое было двое полковников Нгуен Ван Куан и Дуон Нгок Лам, майор Дуон Хиё Нгиа и капитан Нун, телохранитель Миня, конвой возглавлял генерал Май Хю Хуан. Куан был заместителем Миня а Лам возглавлял гражданскую гвардию. Лам присоединился к мятежу, только когда победа мятежников показалась обеспеченной.
Зьем попросил, чтобы конвой остановился у дворца, чтобы он мог забрать личные вещи с собой в изгнание. Хуан отказал, твёрдо заявив, что получил приказ доставить Зьема и Ню прямо в штаб-квартиру JGS. Ню выразил отвращение, к тому что их везли на бронетранспортёре, сказав: «Вы воспользовались такой машиной, чтобы отвезти президента». Лам ответил, что броня нужна для их защиты, Хуан сказал, что бронетранспортёр был выбран для их защиты «от экстремистов». Он распорядился, чтобы братьям связали руки за спиной, перед тем как посадить их в машину. Один из офицеров спросил разрешения пристрелить Ню, но Хуан отказал ему в этом.

## Убийство
После повторного ареста Нун и Нгиа сели с братьями в бронетранспортёр и конвой поехал в Тат Сон Нхат. По сообщениям, когда конвой отъехал от церкви Минь показал Нуну два пальца, это было воспринято, как приказ убить обоих братьев. Конвой остановился у железнодорожного переезда, где по всем отчётам братья и были убиты. Согласно данным расследования, проведённого Доном Нгиа расстрелял братьев в упор из автомата, а Нун потом прошил их тела пулями и несколько раз ударил ножом.
Нгиа рассказал, что произошло на обратной дороге к штаб-квартире. «Когда вы выехали к штабу Объединённого главного командования Зьем сидел тихо но Ню и капитан [Нун] стали обмениваться оскорблениями. Я не знаю кто из них начал. Ругань становилась всё более яростной. Капитан и раньше ненавидел Ню и сейчас был заряжен эмоциями». Нгиа сказал, что когда конвой доехал до железнодорожного переезда, [Нун] ударил Ню штыком и бил его снова и снова, 15 или 20 раз. Всё ещё в ярости он повернулся к Зьему, вытащил свой револьвер и пустил пулю ему в голову. Затем он посмотрел на дёргавшегося на полу Ню, и выстрелил ему в голову. Ни Зьем ни Ню не пытались защитить себя, их руки были связаны.

## Реакция

### АРВН
Когда тела привезли в Объединённый генеральный штаб, генералы были шокированы. Хотя они не испытывали симпатии к Нго Динь Ню и даже презирали его, они всё ещё уважали его старшего брата. Один генерал не выдержал и заплакал, а помощник Миня, полковник Нгуен Ван Куан, рухнул на стол. Генерал Динь позднее вспоминал: «Я не мог спать этой ночью». Дон утверждал, что генералы «по-настоящему скорбели» о смерти братьев, что они были искренни в своих намерениях предоставить Зьему безопасное убежище. Дон обвинил Нго Динь Ню что тот убедил брата отказаться от предложения. Лодж позднее заметил: «Снова брат Ню выступил злым гением в жизни Зьема». 
Дон приказал генералам сообщить репортёрам, что братья Нго погибли при несчастном случае. Он отправился в кабинет Миня с вопросом почему они погибли, на что Минь ответил «А какая разница погибли они или нет? ». В этот момент в кабинет Миня зашёл Хуан, он не знал о приходе Дона и с порога заявил: «Задание выполнено». Вскоре после полуночи 2 ноября 1963 года ЦРУ послало сообщение в Белый дом, что братья Нго мертвы, предположительно произошло самоубийство. Вьетнамское радио объявило, что братья покончили с собой, приняв яд на пути на базу Тан Сон Нхут. Поползли противоречивые слухи. Генерал Харкинс доложил, что братья могли покончить с собой, застрелившись или сорвав гранату с пояса офицера АРВН, стоявшего на охране Минь попытался загладить несоответствие: «По недосмотру в машине оказался пистолет, именно из него они и застрелились».    

## Судьба тел
2 ноября около 16.00 тела братьев были опознаны женой бывшего министра Чан Чанг Дуна. Тела были отвезены в католический госпиталь св. Павла, где врач-француз констатировал смерть, не проведя вскрытие. В свидетельстве о смерти Зьем не был отмечен как президент а как «глава провинции», этот пост он занимал в 1940-х годах в ходе правления французских колониальных властей. Ню был отмечен, как «глава библиотечной службы», это пост он так же занимал  в 1940-х годах. Это было истолковано, как желание вьетнамцев выразить неуважение к двум презренным лидерам. Хунта сохранила в тайне место их погребения и на эту тему до сих пор ходят слухи различного характера. Предполагают, что тела могли похоронить в военной тюрьме, на местном кладбище, на задворках штаба Верховного командования или были кремированы. Никто не подвергся преследованию за убийство.

## Поминальные службы
Государство до 1968 года не разрешало публичные поминальные службы по братьям Нго и Ню. В 1971 году несколько тысяч скорбящих собрались у предполагаемого места захоронения Зьема. Читались католические молитвы на латыни. На баннерах Зьем прославлялся как спаситель юга. Деревенские жители прошли через весь Сайгон, неся портреты Зьема. Мадам Тьё, первая леди Южного Вьетнама плакала на поминальной мессе в соборе Сайгона. Несколько членов кабинета посетили могилу, генерал ARVN произнёс хвалебную речь на могиле, где отметил, что Зьем погиб, потому что сопротивлялся господству иностранцев и их планам ввести многочисленные войска во Вьетнам и расширить масштабы войны, которая в итоге уничтожит страну. Тьё оплатила расходы на службу, многие считали, что она тем самым пытается ассоциировать себя с характеристками личности Зьема. Зьем часто отвергал советы американцев и был известен своей честностью, по контрасту с Тьё, получившую гнусную славу за свою коррумпированность, считалось что она очень близка к американцам. Попытки Тьё связать себя с относительной независимостью Зьема от США провалились. Председатель объединённого комитета начальников штабов, генерал Максвелл Тейлор отметил: «Память о Зьеме преследовала тех из нас, кто знал об обстоятельствах его падения. Из-за нашего соучастия мы, американцы, несли ответственность за бедственное положение, в котором оказались южновьетнамцы».